# NGC 3783
NGC 3783 este o quasar situată în constelația Centaurul. A fost descoperită în 21 aprilie 1835 de către John Herschel. Se află la o distanță de 41,6 de megaparseci de Pământ.